# Миканопи (Флорида)
Миканопи (англ. Micanopy) — небольшой город (таун), расположенный в округе Алачуа (штат Флорида, США) с населением в 653 человека по статистическим данным переписи 2000 года.

## География
По данным Бюро переписи населения США Миканопи имеет общую площадь в 2,59 квадратных километров, водных ресурсов в черте населённого пункта не имеется.
Город Миканопи расположен на высоте 38 м над уровнем моря.

## Демография
По данным переписи населения 2000 года в Миканопи проживало 653 человека, 172 семьи, насчитывалось 302 домашних хозяйств и 346 жилых домов. Средняя плотность населения составляла около 252,12 человека на один квадратный километр. Расовый состав населённого пункта распределился следующим образом: 68,30 % белых, 28,94 % — чёрных или афроамериканцев, 0,61 % — коренных американцев, 0,31 % — азиатов, 1,53 % — представителей смешанных рас, 0,31 % — других народностей. Испаноговорящие составили 1,99 % от всех жителей.
Из 302 домашних хозяйств в 21,5 % воспитывали детей в возрасте до 18 лет, 36,8 % представляли собой совместно проживающие супружеские пары, в 15,6 % семей женщины проживали без мужей, 43,0 % не имели семей. 35,4 % от общего числа семей на момент переписи жили самостоятельно, при этом 12,9 % составили одинокие пожилые люди в возрасте 65 лет и старше. Средний размер домашнего хозяйства составил 2,16 человек, а средний размер семьи — 2,74 человек.
Население города по возрастному диапазону по данным переписи 2000 года распределилось следующим образом: 19,8 % — жители младше 18 лет, 4,7 % — между 18 и 24 годами, 29,6 % — от 25 до 44 лет, 31,7 % — от 45 до 64 лет и 14,2 % — в возрасте 65 лет и старше. Средний возраст жителей составил 43 года. На каждые 100 женщин в Миканопи приходилось 94,9 мужчин, при этом на каждые сто женщин 18 лет и старше приходилось 85,8 мужчин также старше 18 лет.
Средний доход на одно домашнее хозяйство составил 27 778 долларов США, а средний доход на одну семью — 38 611 долларов. При этом мужчины имели средний доход в 30 938 долларов США в год против 20 294 доллара среднегодового дохода у женщин. Доход на душу населения составил 27 778 долларов в год. 3,0 % от всего числа семей в населённом пункте и 15,7 % от всей численности населения находилось на момент переписи населения за чертой бедности, при этом 17,8 % из них были моложе 18 лет и 21,3 % — в возрасте 65 лет и старше.